# Delphacodes gracilis
Delphacodes gracilis är en insektsart som först beskrevs av Matsumura 1915.  Delphacodes gracilis ingår i släktet Delphacodes och familjen sporrstritar. Inga underarter finns listade i Catalogue of Life.